# Forlig (jura)
 For alternative betydninger, se forlig. (Se også artikler, som begynder med forlig)
Forlig er en mindelig overenskomst om løsningen af en tvist. Hvis et sådant forlig er indgået rent privat, har det kun virkning som en almindelig kontrakt; hvis det derimod enten er indgået eller godkendt for en domstol, har det efter dansk ret eksekutionskraft på lignende måde som en dom.
Tidligere var private tvunget til at forhandle sagen for en forligskommission forinden sagen kunne indbringes for domstolene. Forligskommissionerne blev afskaffet i 1953. I dag tilbyder domstolene frivillig forligsmægling.